# Piet Swerts
Piet Jozef Swerts (Tongeren, 14 november 1960) is een Vlaams componist.

## Biografie
Na zijn humaniora studies aan het O.L.V.College in Tongeren begon hij in 1974 aan de muziekstudies in het Lemmensinstituut te Leuven. Hij studeerde er onder meer piano bij Robert Groslot en Alan Weiss. Hij was er ook de eerste laureaat (met grote onderscheiding) van de prijs "Lemmens-Tinel" voor compositie en piano en behaalde er bovendien eerste prijzen notenleer, harmonie, praktische harmonie, contrapunt, fuga, kamermuziek, pianistbegeleider, orkestdirectie en compositie.
Swerts kreeg bekendheid als componist nadat in 1987 zijn werk "Rotations" voor piano en orkest plichtwerk werd voor de Koningin Elisabethwedstrijd. Dit werk was onderwerp van een nationale compositiewedstrijd.
In 1993 componeerde hij opnieuw het verplichte werk voor deze wedstrijd, ditmaal een vioolconcert. Voor dit stuk, Zodiac, kreeg hij in het kader van de Internationale Koningin Elisabethwedstrijd voor compositie de Grote Prijs in de Internationale Koningin Elisabethwedstrijd voor compositie (met onder meer Henryk Górecki en Franco Donatoni als juryleden).
Hetzelfde jaar verscheen zijn Marcuspassie in opdracht van het Lemmensinstituut op dubbel-cd onder leiding van de componist bij Vox temporis.In het voorjaar '97 (december) verscheen er bij Eufoda een eerste, nieuwe cd met het volledige piano oeuvre van de componist (1985-1995) door hemzelf gespeeld: Eufoda 1251 Piet Swerts speelt Piet Swerts.
Een belangrijk moment in zijn carrière was de creatie van zijn grootschalige opera Les liaisons dangereuses in 1996 in de Vlaamse Opera. In 1998 werd zijn Clarinetconcerto voor Walter Boeykens in opdracht van het Koninklijk Philharmonisch Orkest van Vlaanderen gecreëerd, en het Lauda Sion voor soli, koor en orkest voor de inwijding van het gerestaureerde Dirk Bouts schilderij Het laatste avondmaal in opdracht van de Hogeschool Groep T.  
In 2004 componeerde hij een saxofoonconcerto Dance of Uzume voor Nobuya Sugawa, EMI-artiest, waarvan de cd-opname plaatsvond in Tokio, op januari 2005 met het Tokio Kosei Wind Orchestra.
In september 2005 ging de tentoonstelling Leven in Steen, 4 miljard evolutie in de museumsite in Leuven open, waarvoor hij 60’ orkestmuziek componeerde, die op cd werden gezet door het VRO en VRK. 
In december van 2005 bracht hij de Amerikaanse première van zijn pianoconcerto Wings in Oregon, alsook in maart 2006 in Parijs en Troyes, Frankrijk. Wings werd ondertussen reeds verschillende malen met succes gebracht in Japan, Duitsland, Nederland, Canada, China en Singapore en in april 2006 in San Francisco, US. 
In 2006 richtte hij zijn eigen uitgeverij Zodiac Editions op, dat nu sinds 2020 operatief is op het digitaal platform www.zodiaceditions.com. Partituren kunnen er digitaal geconsulteerd worden en zowel fysiek als digitaal besteld worden, tevens worden zoveel mogelijk geluid- en video-opnamen aan alle titels gekoppeld. 
In 2007 werd hij uitgenodigd in Dallas, Texas om zijn werk voor te stellen tijdens het 4th National Saxophone Congress — Nort American Saxophone Alliance.
In 2008 werd zijn werk Antifona bekroond met de Provinciale Prijs voor Compositie van de Provincie Vlaams-Brabant.
In 2009 werd zijn oratorium Heilige Seelenlust voor twee solisten, drie koren en twee orkesten gecreëerd in het Lemmensinstituut te Leuven.
In 2010 werd het grootschalige project Wit[h] gecomponeerd i.o.v. het Conservatorium te Leuven uitgevoerd met de medewerking van 800 uitvoerders. In hetzelfde jaar gaf hij masterclasses compositie aan de universiteiten van Iowa en Connecticut.
In 2011 promoveerde hij aan de F.A.K. maxima cum laude tot doctor in de Kunsten op het proefschrift Imitatio et Aemulatio, de L'homme armé-traditie in heden en verleden als inspiratiebron voor een nieuwe toonspraak, renaissance van de polyfonie? Promotor was prof. dr. David Burn van de onderzoekseenheid musicologie aan de KU Leuven.
In 2012 componeerde hij een nieuwe saxofoonsonate Hat City Sonata, een Festive Overture voor het Sinfonisches Landesorchester Hessen, en een werk voor hoorn en orkest in opdracht van het Bruocsella Symphony Orchestra.
In 2013 werd Swerts benoemd tot lid van de Koninklijke Vlaamse Academie voor Kunsten en Wetenschappen van België.
In augustus 2014 werd zijn oorlogsoratorium The Sack of Louvain in Leuven gecreëerd naar aanleiding van herdenkingsplechtigheden van de Eerste Wereldoorlog. In hetzelfde jaar componeerde hij de soundtrack voor de langspeelfilm Atlantic.
In oktober 2016 verscheen een cd Seeker of truth met integraal pianowerk van hem uit opgenomen door Russell Hirshfield bij Phaedra.
In 2017 werd zijn A Symphony of Trees met 400 uitvoerders gecreëerd in de St.Maartens kathedraal van Ieper naar aanleiding van de herdenking van de derde slag van Passchendaele.
In 2018 componeerde hij 24 Straight Strung Sonatas, die hij hetzelfde jaar opnam voor Antarctica Records. De première werd in New York voorgesteld op 15 maart 2019. Hetzelfde jaar was er ook de creatie van zijn dubbelconcerto Passions voor twee piano's en orkest.
In 2020 was er de creatie van Le Bestiaire in het Concertgebouw in Brugge op 14 februari en zijn derde symfonie Yakara voor bariton, vrouwenkoor en symfonisch orkest in september in Maastricht en Tongeren.
In 2021 voltooide hij zijn celloconcerto Sehnsucht en het vioolconcerto Nefrererrata voor prinses Sirivannavari van Thailand.
Swerts doceert compositie en orkestratie aan de Campus Lemmens bij de onderzoekseenheid Music & Drama van LUCA School of Arts en publiceerde in 2020 Principes van de orkestratie (220 pagina's), in 2022 een Werkboek Orkestratie.
In 2023 publiceerde hij Instrumentaal denken en op 21 juni 2024 ging in Bozar zijn celloconcerto Sehnsucht in première, met het Belgian National Orchestra en Yibai Chen op cello. Verder componeerde hij een nieuw opdrachtwerk Le Tombeau de Josquin voor het Antwerp Symphony Orchestra.
De LUCA School of Arts gaf hem de opdracht voor een concertant werk voor saxofoonkwartet en orkest in 2026, Tattvas voor vier saxofonisten en orkest, The Five Elements.

## Prijzen
- 1983, De Baron Flor Peetersprijs voor een orgelcompositie, Apocalyps
- 1985, de prijs van de Belgische artistieke promotie voor het lied Ardennes
- 1986, Camille Huysmans-Compositieprijs voor Droombeelden voor strijkorkest
- 1986, Compositieprijs van de provincie Limburg voor Capriccio voor gitaar en kamerorkest.
- 1993, Grote Prijs in de Internationale Koningin Elisabethwedstrijd voor compositie voor Zodiac
- 2013, Markante Tongenaar
- 2016, Prijs Vocale Muziek van de Provincie West-Vlaanderen voor A Symphony of Trees

## Oeuvre

### Klavier
- Five Two Part Inventions (1991)
- 12 Easy Studies (1992)
- Galop
- Seeker of truth — pianofantasy
- Partita
- Lichtenbergprelude
- Le jardin à Giverny
- Sonata
- Sonetto 63 del Petrarca
- Galop
- Shadow Plays
- Easy Variations I-V
- Etude 'L'espoir'
- Nordic Walking — piano zeshandig
- Radetzky-Mars — piano vierhandig
- White keys — 4 pianos 24 handig
- Schilderijententoonstelling (eigen arr.) Moussorgsky/Swerts vierhandig
- Valses Enigmatiques (2011)(20')
- 24 Emulations upon l'homme armé (2012)(45')
- L'histoire perdue — Hommage à Debussy (2012)
- Sicilienne pour Nadine (2014) - Fantaisie sur BWV 29
- 24 Straight Strung Piano Sonatas (2018)(88')
- Chanson d'amour
- Lake of Love
- 2000 Fingers (2019) — 10 piano's vierhandig of 20 pianisten(4')
- Trois Aquarelles
- Anniversary Waltz [2023]

### Kamermuziek
- Magma (1989) voor viool, cello en strijkers (20')
- Sonetto 61 del Petrarca (1990), altviool en strijkers (6')
- Strijkkwartet nr.1 (1991)(20')
- Strijkkwartet nr.2 (1998)(30')
- Klarinetkwintet (2002)klarinet in A, strijkkwartet, (30')
- Nursery Songs (2008) fluit, stem en piano (18')
- Le Tombeau de Ravel (2009) voor piccolo of sopraansaxofoon en piano, (15')
- Klonos (1993) voor altsaxofoon en piano (8')
- Kotekan (2006) voor altsaxofoon en piano (17')
- Klonos (2008) voor saxofoonkwartet (8')
- Hat City Sonata (2011) voor altsaxofoon en piano (16')
- Black Paintings, Book I, (2015) saxofoonkwartet(12')
- Moeder zonder meer, (2015), recitant, klarinet, ensemble, zes dansers (50')
- Interaction voor piano,(2015), fluit, hobo, klarinet, hoorn en fagot (5')
- Moment Musical, (2015) voor hoorn en strijkkwartet (7')
- Paganini Capriccio, (2016) voor altsaxofoon en piano (6')
- Mai Tai, (2016) voor altfluit en marimba (4')
- Horta Suite, (2018) voor altsaxofoon en piano  (12')
- Retro, (2019) voor altsaxofoon, viool en piano (10')
- Carnaval des Animaux (Saint-Saens), (2019) voor klarinet, piano en strijkkwartet (20')
- Le Bestiaire, (2019) 24 stukken voor klarinet, piano en strijkkwartet (55')
- Yakara, (2020) Parafrase voor orgel (23')
- La Verdura Destrezza (2023) voor tenor saxofoon en piano (13')
- Adagio in memoriam A.Bruckner voor orgel (2024) (8')
- Six Metamorphoses after Covid for oboe solo (2024) 17'
- La Rosée du matin (2024) voor sopraan, klarinet en piano (2')

### Liederen
- Nine Little Songs of Long Ago (1992), sopraan en piano
- De innigheid der dingen, sopraan en piano
- Je 't, 10 liederen voor alt of bas en piano (Engels en Nederlands)
- Les Roses (2012), 24 liederen voor hoge stem en piano, op tekst van R.M.Rilke(55')(origineel Franse teksten
- Twee Magda Maesen liederen - mezzo en kamerorkest (2021)
- Vijf Gezelle liederen (2022) voor bariton, viool en piano (12’)

### Symfonisch orkest
- Pianoconcerto nr.1 (1984) voor piano en orkest (20')
- Rotations (1986) voor piano en orkest (13')
- Droombeelden (1986)voor strijkorkest (12')
- Symfonie nr.1 (1990)(30')
- Enigma, pianoconcerto n°3 voor piano en orkest (15')
- Ion, pianoconcerto n°4 voor piano en orkest (15')
- Zodiac (1992) voor viool en orkest (18')
- Klarinetconcerto (1997) voor klarinet, slagwerk, piano en strijkers (23')
- Symfonie nr. 2 "Morgenrot" (2000) voor sopraan, koor en symfonieorkest (73')
- Kotekan (2006) voor saxofoon en 15 solostrijkers (17')
- Nursery Songs, sopraan en orkest (18')
- Indian Summer (2012) Pianoconcerto n°6 voor piano en orkest (26')
- Lac d'amour (2012) voor hoorn en orkest (12')
- Etoiles (2014) voor harp en strijkorkest (19')
- L.A.Concerto voor marimba en strijkorkest (20')
- Double Concerto (2016) voor trompet, piano en strijkorkest (20')
- l'Apogée (2016) voor orkest (14')
- Passions, (2017) dubbelconcerto voor twee piano's en orkest (32')
- Double concerto,(2017) in een versie voor sopraan saxofoon, piano en strijkers (20')
- Atlantic. (2019) Suite van de soundtrack voor strijkers en harp (20')
- Yakara (2019) Symfonie N°3 voor bariton, vrouwenkoor en kamerorkest (40')
- Twee Magda Maesen Liederen voor mezzo en orkest (17')
- Sehnsucht voor cello en orkest (2021) (25')
- Nefreretta voor viool en orkest (2021) (17')
- Big Ben Rhapsody voor beiaard en orkest (2022) (9')
- Le Tombeau de Josquin (2024) (15')
- Tattvas voor 4 saxofoons en orkest (2024-2025) (33')

### Koor
- Missa Semplice (1993)
- Lauda Sion (1997)
- A Song of Joy (2010)
- Missa Brevis (2012)
- War (2015) (5')
- Death is nothing (2019) voor SATB en piano (6')
- Missa Causa Nostrae Laetitiae (2023) (12')
- L'infini est en nous (2024) SATB en piano (2')

### Oratorium
- Passio Domini Nostri Jesu Christi Secundum Marcum (1988) (80')
- Heilige Seelenlust (2007-2008) voor twee solisten, drie koren, twee orkesten (80')
- The Sack of Louvain (2012-2013) voor vier solisten, koor en orkest (55')
- A Symphony of Trees (2015-2016) voor sopraan, tenor, kinderkoor, koor, orgel en orkest (90')

### Opera
- Ajas (1986)
- Les Liaisons dangereuses (1996) (150')

### Harmonie- en fanfareorkest, brassband
- Karel Alexandersuite (1987) voor koperensemble
- Martenizza (1993)
- Centennial (1994)
- Apocalyps II (1995)
- Fantasy Tales (1996)
- Epitaph (1997)
- Ragtime (1997)
- Shirim (Klezmerrapsodie) (1998)
- The Titanic Saga (1998)
- Remembrance (1999)
- Cin Cin (2000)
- Chain (2001) (brassband)
- William Tyndale Overture (2002)
- Wings, Concerto n°5 voor piano en harmonieorkest (2002)
- Partita, 4 Old Dances (2002)
- Cyrano (2002)
- Tum Balalaika (2003)
- Dance of Uzume (2004) voor altsaxofoon en harmonieorkest
- Antifona (2007) (fanfare)
- Antifona (2010) (brassband)
- Dream Lake (2010) voor harmonieorkest
- Festive Overture (2012) voor harmonieorkest
- Onoma (2018) voor harmonieorkest
- A Symphony of Trees (2019), 2de versie voor solisten, koren en harmonieorkest (87')
- Passions, dubbelconcerto voor twee piano's (2019) 2de versie met harmonieorkest (23')

## Enkele cd-opnamen
- 2006: Klarinetkwintet (Phaedra)
- 2009: In Flanders Fields, vol. 59 – Heilige Seelenlust (oratorio): Ann De Renais (sopraan), Jan Caals (tenor), Choirs and Orchestras Lemmensinstituut, Edmond Saveniers (dir.) (Phaedra)
- 2016: Seeker, Russell Hirshfield (Phaedra)
- 2019: INSIGHTyourINSIDE – 24 Straight Strung Piano Sonatas (Antarctica Records - AR 013)
- 2020: Le Bestiaire (Antarctica Records - AR 022)

- Bibliothèque nationale de France: cb14028925w (data)
- CiNii: DA11447569
- Gemeinsame Normdatei: 128790326
- International Standard Name Identifier: 0000 0001 1477 2659
- Library of Congress Control Number: n89000001
- MusicBrainz: b0869fec-9006-486f-845d-1637b8ddbc32
- Nationale Bibliotheek van Tsjechië: xx0256150
- Nationale Bibliotheek van Israël: 987007322952805171
- Nederlandse Thesaurus van Auteursnamen: 073119857
- Virtual International Authority File: 89819655
- WorldCat: E39PBJc3GmqYdxdmBhxHDjpQMP